# Vlinderbom (vuurwerk)
Een vlinderbom (ook wel Spanish cracker genoemd) is een vuurwerkproduct.
De staart aan de vlinderbom is opvallend; hieraan wordt hij ook herkend.
In Nederland zijn vlinderbommen niet toegestaan. Ze bevatten namelijk flashkruit en het geluid is harder dan maximaal geoorloofd is. In verschillende andere landen in Europa gelden andere veiligheidsnormen voor vuurwerk en is de verkoop wel toegestaan.